# Челик, Мерван
Мерван Челик (швед. Mervan Celik; родился 26 мая 1990 года в Гётеборге, Швеция) — шведский футболист курдского происхождения, нападающий клуба «ГАИС».

## Биография
Челик вырос в пригороде Гётеборга. Его родители являются этническими курдами из Турции, они жили в Конье до иммиграции в Швецию. Отец Челика является владельцем ресторана в Швеции. Сам Мерван имеет двойное гражданство.

## Клубная карьера
В юношестве Челик выступал за молодёжные команды «Варты», «Хаккена» и ГАИСА. В последней команде он дебютировал на профессиональном уровне в июле 2008 года в матче против «Сундсвалля». 17 октября 2009 года в поединке против «Кальмара» он забил свой первый гол за клуб. В сезоне 2011 года Мерван забил 14 мячей в 27 матчах Аллсвенскан лиги и занял 4 место в списке бомбардиров чемпионата.
В начале 2012 года шотландский «Рейнджерс» выкупил права на Челика за 280 тыс. евро. 28 января в матче против «Хиберниана» Мерван дебютировал в чемпионате Шотландии. За новую команду он провел всего 5 матчей, но уже в марте из-за нестабильно финансовой ситуации в клубе вернулся обратно в ГАИС.
Летом 2012 года Челик заключил контракт с итальянским клубом «Пескара». 26 августа в поединке против «Интера» он дебютировал в Серии А. 16 сентября в поединке против «Сампдории» Мерван забил свой первый мяч за «Пескару».
Летом 2013 года Челик перешёл в турецкий «Генчлербирлиги». 17 августа в матче против «Ризерспора» он дебютировал в турецкой Суперлиге. 15 марта в поединке против «Касымпаши» Мерван забил свой первый гол за команду из Анкары. Летом 2015 года Челик присоединился к «Акхисар Беледиеспор». В матче против Газиантепспора он дебютировал за новый клуб. Мерван редко выходил на поле и после окончания контракта покинул клуб.
Летом 2017 года Челик вернулся в Швецию, подписав соглашение с «Хеккеном». 19 сентября в матче против «Норрчёпинга» он дебютировал за новую команду.
В августе 2019 года Челик был приобретен турецким клубом «Фатих Карагюмрюк». В Турецкой лиге. Но когда не хватает как игрового времени, так и голов, он решает разорвать контракт только через шесть месяцев. В январе 2020 года он покинул турецкий клуб. 28 января 2020 года Челик снова возвращается в «ГАИС», где он подписал однолетний контракт.

## Международная карьера
2 июля 2011 года в матче против юношеской сборной Норвегии Челик дебютировал за юношескую сборную Швеции. В этом матче он забил два гола и помог своей сборной одержать крупную победу, 4:1.